# Мьянманско-таиландские отношения
Мьянманско-таиландские отношения — двусторонние дипломатические отношения между Мьянмой и Таиландом. Протяжённость государственной границы между странами составляет 2416 км.

## История
Эти страны четырежды воевали друг с другом (дважды в 16-м веке и дважды в 18-м). В 20-веке Таиланд последовательно выступал за демократизацию Мьянмы и освобождение из-под стражи правозащитницы Аун Сан Су Чжи, но при этом не поддержал политику санкций, наложенных рядом западных государств. Наоборот, Таиланд расширил своё экономическое присутствие в этой стране. В настоящее время Таиланд является одним из крупнейших инвесторов и торговых партнёров Мьянмы. Также между странами произошёл целый ряд пограничных конфликтов, что повлекло за собой охлаждение отношений. Временами граница между двумя странами закрыта из-за этнических конфликтов в Мьянме или активизации борьбы с контрабандой наркотиков. Через границу Таиланда пробуют пробиться мьянманские боевики, из-за чего происходят столкновения с таиландскими пограничниками. Штаб-квартиры многих мьянманских антиправительственных организаций расположены в Таиланде, что в свою очередь резко критикуется правительством Мьянмы.

## Торговля
В 2016 году объём товарооборота между странами составил сумму 10 млрд долларов США. Правительства обеих стран ожидают, что в 2017 году товарооборот возрастёт в два раза и составит сумму около 20 млрд долларов США. В 2013 году объём трансграничной торговли составил сумму в 600 млн долларов США, а в 2015 году около 800 млн долларов США.